# Jewhen Stankowycz
Jewhen Fedorowycz Stankowycz, ukr. Євген Федорович Станкович (ur. 19 września 1942 w Swalawie) – ukraiński kompozytor, pedagog, Ludowy Artysta Ukrainy, Bohater Ukrainy.
W latach 1965–1970 uczęszczał do Konserwatorium Kijowskiego, studiując kompozycję u Borysa Latoszynskiego i Myrosława Skoryka. Był redaktorem w wydawnictwie „Ukraina Muzyczna” (1970–1976), prezes zarządu Związku kompozytorów Ukrainy (1990–1993), od 1988 – profesor w Narodowej Akademii Muzycznej Ukrainy, kierownik katedry kompozycji.
Jest autorem 6 symfonii і 9 symfonii kameralnych, opery Gdy kwitnie paproć, 5 balety, koncertów instrumentalnych, muzyki filmowej i innych dzieł.